# Gilles Simon
Gilles Simon (n. 27 decembrie 1984, Nisa, Franța) este un fost tenismen profesionist francez. Cea mai bună clasare a sa la simplu în clasamentul ATP este locul 6 mondial, la 5 ianuarie 2009. A devenit profesionist în 2002 și a câștigat 14 titluri de simplu în Circuitul ATP. S-a retras din activitate la 3 noiembrie 2022.